# 斯瓦希里语
斯瓦希里语（Kiswahili），属于班图语族，是非洲大陸使用人数最多的语言之一（5500万多人），與阿拉伯語及豪萨语並列非洲三大語言。斯瓦希里语是坦桑尼亚、肯尼亚、乌干达的官方语言，刚果民主共和国的国家语言之一，斯瓦希里语的方言科摩罗语是科摩罗的官方语言之一。在赞比亚、马拉维、布隆迪、卢旺达、莫桑比克等东非和中非的国家，斯瓦希里语被作为交际语言使用。在1728年後斯瓦希里語是以阿拉伯字母來拼寫，之後到19世紀受到歐洲殖民者的影響改以拉丁字母來拼音。而斯瓦希里語也吸收了大量阿拉伯语借词，语言的名称“斯瓦希里”来自阿拉伯文سواحيل，為“濒海地区”之意。

## 历史

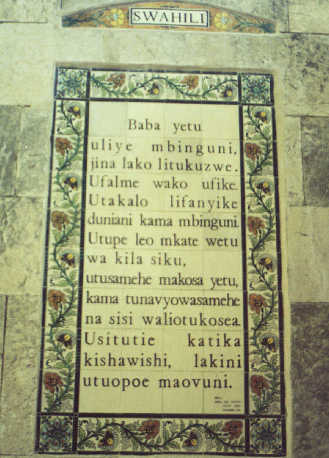
尽管最初是用阿拉伯文字书写的，现在斯瓦希里语已经采用基督教传教士和殖民地管理当局引入的拉丁字母来书写。这里展示的文字是天主經。

### 起源
斯瓦希里语传统上被认为是阿拉伯治下桑给巴尔的语言，由于阿拉伯奴隶和其他商品贸易沿海岸传播。至于它最初是因为来自桑给巴尔以外的大陆当地人被作为奴隶贩卖而随之传到桑给巴尔的，还是桑给巴尔本地就有本地黑人居民，目前尚不知晓。无论如何，阿拉伯商人从至少6世纪就开始和沿海居民有密切的联系，伊斯兰教也在至少9世纪开始在东非海岸传播。
目前已知最早的斯瓦希里文字记录是1711年在基尔瓦基斯瓦尼用阿拉伯字母写成的。它们被送往葡萄牙所属的莫桑比克以及当地的同盟。这份新建的原件现在在印度的历史档案馆中。但是受到欧洲殖民力量的影响，拉丁字母后来成为了标准。

### 殖民时期
1886年，在德国控制了坦噶尼喀（现今坦桑尼亚的主要部分）后，它注意到斯瓦希里语的广泛分布，并很快制定斯瓦希里语为殖民地区域的官方行政语言。在临近的肯尼亚，英国殖民当局并没有这样做，但是也在朝着这个方向行动。德国、英国都需要在一个居民使用多种不同语言的殖民地上进行通知，因此殖民当局都需要选择一个单一的本地语言，并希望本地人能够接受。斯瓦希里语是这两处殖民地唯一合适的选择。
由于德国在一战中战败，其在海外的领地被瓜分。坦噶尼喀落入英国的掌控中。英国当局在英国基督教传教士的帮助下，积极在东非殖民地（乌干达、坦噶尼喀、桑给巴尔和肯尼亚）推广斯瓦希里语，用以进行初等教育和基础管理。斯瓦希里语在当时附属于英语：大学教育，大部分中学教育，较高层次的政府管理仍然使用英语。
推广斯瓦希里语的关键一步是创造一个统一的书写语言。1928年6月，一个跨区域会议召开，桑给巴尔的一个方言语支被选作标准化斯瓦希里语的基础。如今当作第二语言被教授的标准斯瓦希里语，从实用角度就是桑给巴尔斯瓦希里语，尽管在标准书面语和桑给巴尔口语之间存在着细微的差别。

### 现状
斯瓦希里语目前是坦桑尼亚、肯尼亚、刚果民主共和国三国的第二语言，作为官方、国家语言，有上千万的使用者。临近国家乌干达则在1992年将斯瓦希里语列为小学的必修课程中，并在2005年宣布其为官方语言。斯瓦希里语或其临近语言，是科摩罗的主要语言，在布隆迪、卢旺达、赞比亚北部、马拉维以及莫桑比克也有少量使用者。

## 音系
斯瓦希里在撒哈拉以南语言中比较特殊的一点是，该语言不是聲調語言（Mvita变体除外，该变体用于肯尼亚第二大城市、印度洋港口蒙巴萨）

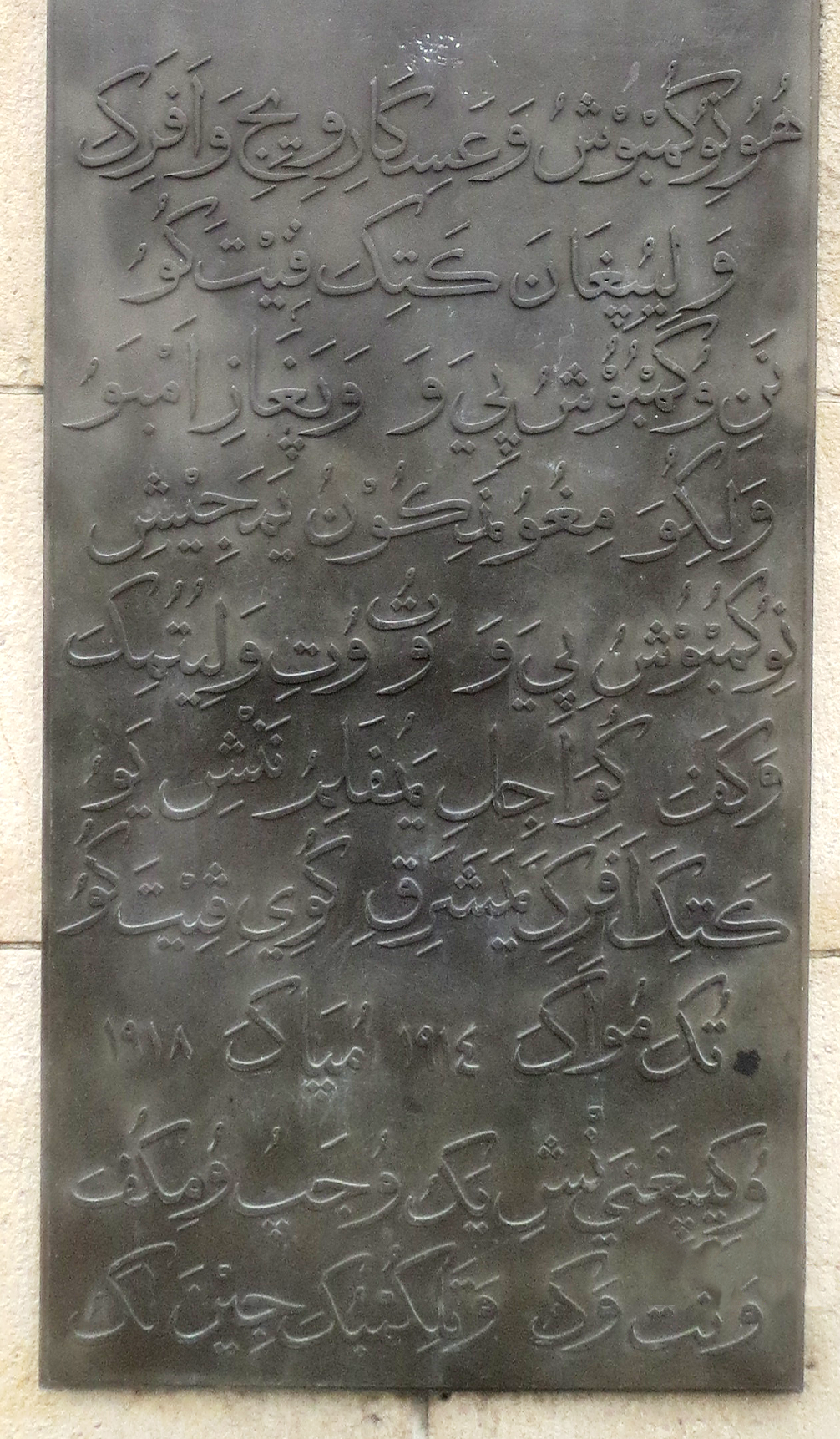

### 元音
标准斯瓦希里语有五个元音音位：/ɑ/、/ɛ/、/i/、/ɔ/以及/u/。其中/u/的发音介于國際音標中的[u]和[o]之间。无论轻重音如何，元音都不会约减。各元音发音如下：
- /ɑ/发音如同“father”中的“a”；
- /ɛ/发音如同“bed”中的“e”；
- /i/发音如同“ski”中的“i”；
- /ɔ/发音如同“or”中的“o”；
- /u/发音如同“boot”中的“oo”。

斯瓦希里语没有双元音，当元音在一起时，每个字母单独发音。因此斯瓦希里语中“豹”一词“chui”念做/tʃu.i/，有停顿。

### 辅音
|      |              | 唇音    | 齿音     | 齿龈音  | 齒齦後音 / 硬顎音 | 软腭音   | 聲門音 |
| ---- | ------------ | ------- | -------- | ------- | ----------------- | -------- | ------ |
| 鼻音 | 鼻音         | m ⟨m⟩   |          | n ⟨n⟩   | ɲ ⟨ny⟩            | ŋ ⟨ng'⟩  |        |
| 塞音 | 前鼻音化塞音 | ᵐb ⟨mb⟩ |          | ⁿd ⟨nd⟩ | ⁿdʒ ⟨nj⟩          | ᵑɡ ⟨ng⟩  |        |
| 塞音 | 浊音         | b ⟨b⟩   |          | d ⟨d⟩   | ʄ ⟨j⟩             | g ⟨g⟩    |        |
| 塞音 | 清音         | p ⟨p⟩   |          | t ⟨t⟩   | tʃ ⟨ch⟩           | k ⟨k⟩    |        |
| 擦音 | 前鼻音化擦音 | ᵐv ⟨mv⟩ |          | ⁿz ⟨nz⟩ |                   |          |        |
| 擦音 | 濁音         | v ⟨v⟩   | (ð ⟨dh⟩) | z ⟨z⟩   |                   | (ɣ ⟨gh⟩) |        |
| 擦音 | 清音         | f ⟨f⟩   | (θ ⟨th⟩) | s ⟨s⟩   | ʃ ⟨sh⟩            | (x ⟨kh⟩) | h ⟨h⟩  |
| 颤音 | 颤音         |         |          | r ⟨r⟩   |                   |          |        |
| 近音 | 近音         |         |          | l ⟨l⟩   | j ⟨y⟩             | w ⟨w⟩    |        |

### 重音
单词的重音几乎总是在倒数第二音节上。这条规则的例外情况非常罕见，可以在从其它语言的借用的单词中找到，主要是阿拉伯语。
在连续的元音组合的情况下，每个元音自成音节并单独发音。鼻音“m”和“n”可能会独自构音节。
如果它出现在单词的倒数第二音节，它可能会独自发重音。

## 拼写系统

### 斯瓦希里语拉丁字母拼写系统
斯瓦希里语现在使用的拼寫系統近似于英语，它没有使用字母“Q”和“X”。它有两个二合字母“ch”和“sh”；字母“c”除了没有同化的英语借词外并没有被使用，偶尔在广告宣传品中替代字母“k”。
斯瓦希里语拼寫系統的字母和音沒有完全的對應，無法根據拼字來識別有送氣和沒有送氣的子音，不過斯瓦希里语的所有方言都可以用拼字來識別子音送氣及不送氣，是用類似/kh/等德國殖民時代用的拉丁字母來識別。

### 斯瓦希里语阿拉伯字母拼写系统

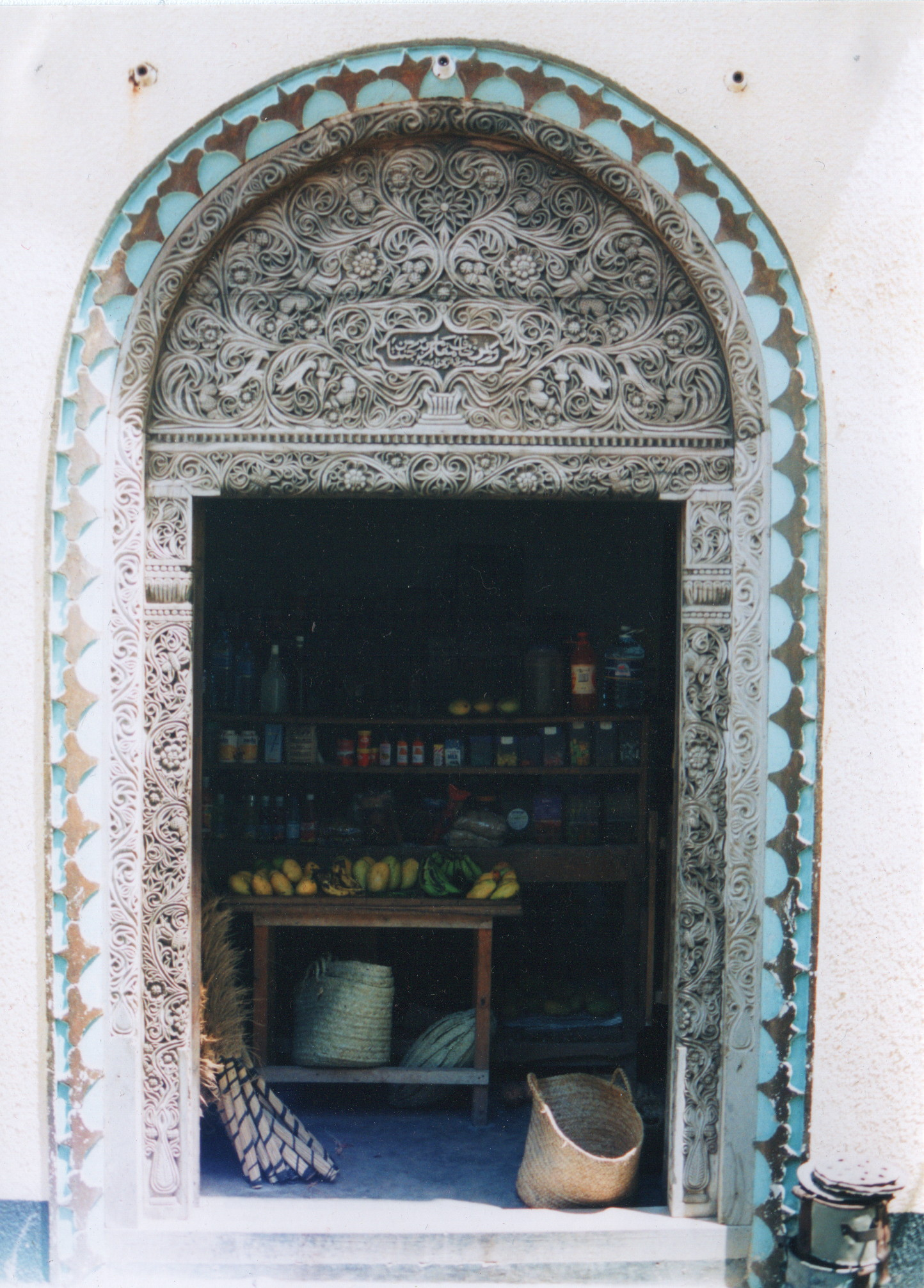
斯瓦希里语的阿拉伯书写，于肯尼亚拉穆镇的一扇木门上

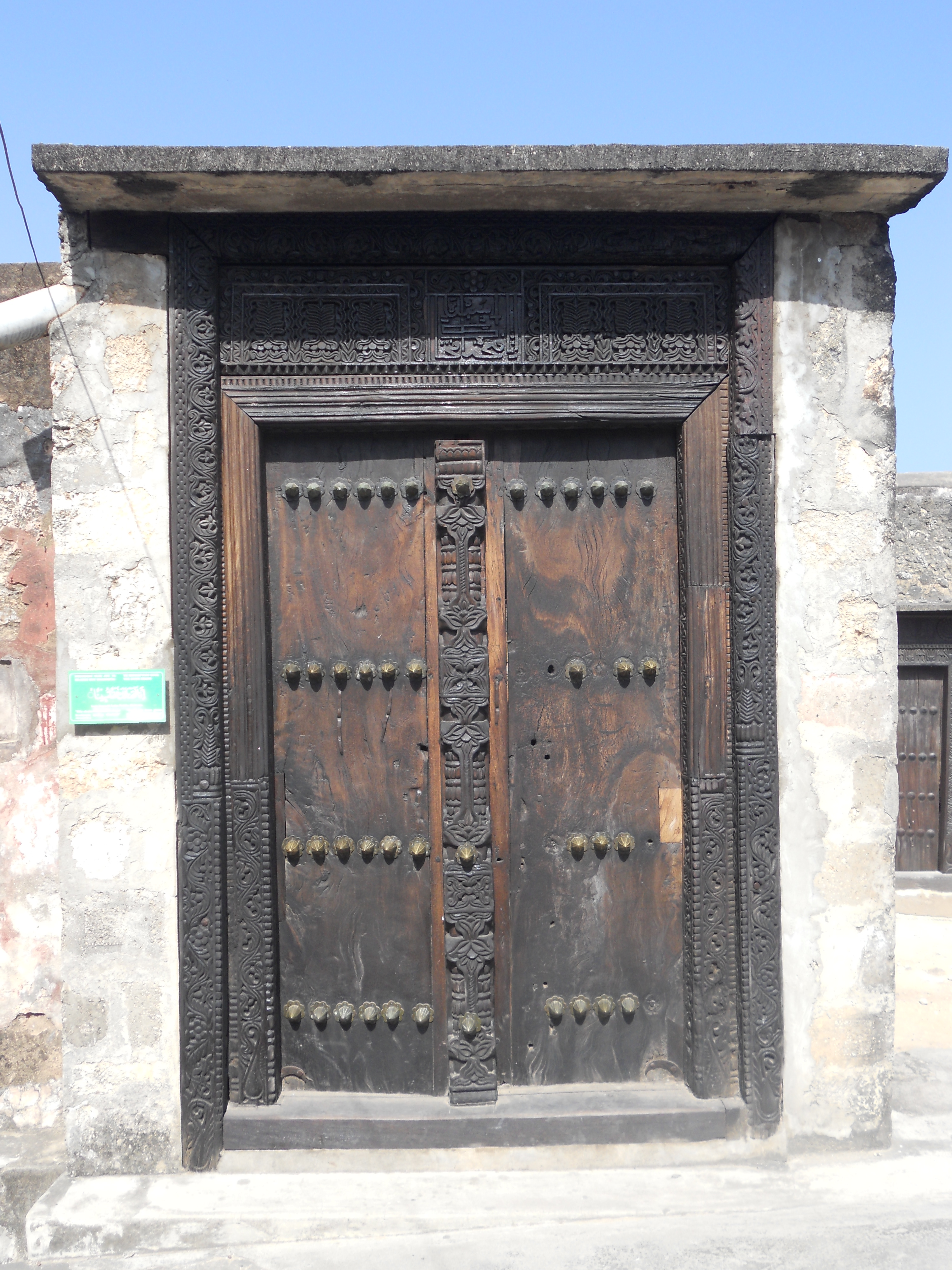
斯瓦希里语的阿拉伯书写，于肯尼亚蒙巴萨的木门上

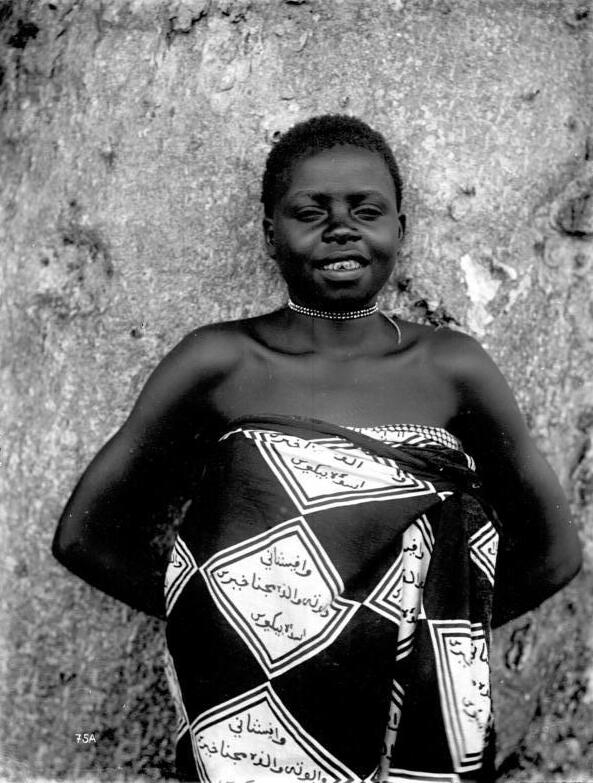
斯瓦希里语的阿拉伯书写，在坦桑尼亚一妇女的衣服上（摄于20世纪初）

斯瓦希里语以往也曾用阿拉伯字母來拼寫。其他語言在使用阿拉伯字母拼寫時會有一些修改，但用斯瓦希里语時的修改相對來言較小。隨著城市、作者及時間的不同，拼法上也有一些差異，有些部份還相當的一致，但有些部份的差異已經大到會造成整合上的困難。
用阿拉伯字母拼寫時，一般會將母音用變音符號的方式來標示，因此斯瓦希里语阿拉伯字母拼寫法是元音附标文字。/e/和/i/常被混为一谈，/o/和/u/也是。不過在有些拼寫法中，/e/的kasra會旋轉90度，避免和/i/混淆，/o/的damma也會反過來寫，避免和/u/混淆。
有些斯瓦希里语的子音沒有對應的阿拉伯字母，斯瓦希里语阿拉伯字母拼寫法也不像波斯-阿拉伯字母系統或烏爾都字母會另外創造新的字母，而是用最接近的阿拉伯字母代替。因此一個阿拉伯字母可能代表一種以上的聲音，在書寫時也可能會針對同一個音用不同的阿拉伯字母代替。部份阿拉伯字母和拉丁字母的對應關係如下：
| 阿拉伯字母拼写 | 拉丁字母拼写            |
| -------------- | ----------------------- |
| ا              | aa                      |
| ب              | b p mb mp bw pw mbw mpw |
| ت              | t nt                    |
| ث              | th?                     |
| ج              | j nj ng ng' ny          |
| ح              | h                       |
| خ              | kh h                    |
| د              | d nd                    |
| ذ              | dh?                     |
| ر              | r d nd                  |
| ز              | z nz                    |
| س              | s                       |
| ش              | sh ch                   |
| ص              | s, sw                   |
| ض              | ?                       |
| ط              | t tw chw                |
| ظ              | z th dh dhw             |
| ع              | ?                       |
| غ              | gh g ng ng'             |
| ف              | f fy v vy mv p          |
| ق              | k g ng ch sh ny         |
| ك              | k g ng ch sh ny         |
| ل              | l                       |
| م              | m                       |
| ن              | n                       |
| ه              | h                       |
| و              | w                       |
| ي              | y ny                    |

## 名词类别
和所有的班图语言一样，斯瓦希里语具有高度且複雜的黏著特徵，名词劃歸數種类别，不同類別具有不同的標示數及其他文法範疇的前後綴。這些名詞類別可被類比為其他語言中存在的名詞的性，并會體現在詞綴以及句子其他成分的一致性標志上。
| 类别   | 語義               | 單數前綴 | 複數前綴 | 單數示例 | 複數示例 | 翻譯 |
| ------ | ------------------ | -------- | -------- | -------- | -------- | ---- |
| 1, 2   | 人                 | m-/mu-   | wa-      | mtu      | watu     | 人   |
| 3, 4   | 樹，自然力         | m-/mu-   | mi-      | mti      | miti     | 樹   |
| 5, 6   | 群，指大詞綴       | Ø/ji-    | ma-      | jicho    | macho    | 眼睛 |
| 7, 8   | 人工品，指小詞綴   | ki-      | vi-      | kisu     | visu     | 刀   |
| 9, 10  | 動物，外來語，其他 | Ø/n-     | Ø/n-     | ndoto    | ndoto    | 夢   |
| 11, 12 | 延伸               | u-       | Ø/n-     | ua       | nyua     | 柵欄 |
| 14     | 抽象               | u-       |          | utoto    |          | 童年 |
单数带有 m- 前綴、复数带有 wa- 前綴的名词表示人类。例如：m-toto “孩子”，复数 wa-toto “孩子们”。动词的不定式以 ku-为前綴：ku-soma “阅读”。类别“其他”是一些难以归类的词。名词的单数的 ki-前綴在复数中变成 vi-前綴，这个规则甚至应用于一些以 ki- 开头的外来词，如 kitabu“书”（源于阿拉伯语：kitāb）的复数是 vitabu，词根的第一个音节被重新分析为前綴。这些类别中也包含语言，就像“斯瓦希里语”这个词本身 kiswahili。
| 单数           | 单数           | 单数           |  | 复数           | 复数           | 复数           |
| -------------- | -------------- | -------------- |  | -------------- | -------------- | -------------- |
| mtoto          | mmoja          | anasoma        |  | watoto         | wawili         | wanasoma       |
| 孩子           | 一个           | 正在读         |  | 孩子           | 两个           | 正在读         |
| 一个孩子正在读 | 一个孩子正在读 | 一个孩子正在读 |  | 两个孩子正在读 | 两个孩子正在读 | 两个孩子正在读 |
|                |                |                |  |                |                |                |
| kitabu         | kimoja         | kinatosha      |  | vitabu         | viwili         | vinatosha      |
| 书             | 一个           | 足够           |  | 书             | 两个           | 足够           |
| 一本书足够了   | 一本书足够了   | 一本书足够了   |  | 两本书足够了   | 两本书足够了   | 两本书足够了   |
|                |                |                |  |                |                |                |
| ndizi          | moja           | inatosha       |  | ndizi          | mbili          | zinatosha      |
| 香蕉           | 一个           | 足够           |  | 香蕉           | 两个           | 足够           |
| 一个香蕉足够了 | 一个香蕉足够了 | 一个香蕉足够了 |  | 两个香蕉足够了 | 两个香蕉足够了 | 两个香蕉足够了 |

同一个名词词根可以以不同的名词类别用于其衍生的含意：人 mtoto (watoto) “孩子”，抽像 utoto “童年”，指小 kitoto (vitoto) “婴儿”，指大 toto (matoto) “大孩子”；植物 mti (miti) “树”，人工制品 kiti (viti) “椅子”，指大 jiti (majiti) “大樹”，kijiti (vijiti) “棍子”，ujiti (njiti) “瘦高的树”。
一些类别的构造在刚开始可能看起来有悖常理：
- 类别1–2，包含所有的与人相关的词：亲戚称谓、职业、种族，以及很多从英语中翻译过来的以 -er 结尾词等等。这些词中很常见的两个看起来是动物的词：mnyama “野兽”、 mdudu “虫子”。
- 类别5–6表示群体、扩展和指大，很广的语义范围。虽然它们相互关联，如果细分还是比较容易说明：
  - 指大，如 joka “毒蛇（大蛇）”源自 nyoka “蛇”，头衔或尊称（指小则相反）：Bwana “先生”、shangazi “叔叔”、fundi “工匠”、kadhi “法官”。
  - 辽阔：ziwa “湖”，bonde “山谷”，taifa “国家”，anga “天空”
    - 由此，物质名词：maji “水”，vumbi “灰尘”（和其它覆盖广袤的液体和颗粒物），makaa '炭'，mali '财富'，maridhawa “丰富”

  - 集合: kundi “组”，kabila “民族”，jeshi “军机”，daraja '楼梯'，manyoya “羽毛”，mapesa “小变化”，manyasi “草”，jongoo “千足虫”，marimba '木琴' （有很多按键）
    - 由些，在群体中的个别的事物：jiwe “石头”，tawi “分支”，ua “花”，tunda “果实”（也是很多果实的名字），yai “蛋”，mapacha “双胞胎”，jino “牙”，tumbo “胃”，还有一些成对出现的身体部分像 jicho “眼睛”，bawa “翅膀”等等。
    - 也包括人群中发生的集体或对话行动：neno “字”，源自 kunena “讲话（不定式）”（延伸一些思考过程：wazo “主意”，maana “意义”）；pigo “吹”，源自 kupiga “打（不定式）”；gomvi '吵架'，shauri “建议、计划”，kosa “镜误”， jambo “事情”，penzi “爱”，jibu “答案”，agano “承诺”，malipo “费用”
    - 关于成对：与生育有关的词被认为是另一种延伸（水果、蛋、睾丸、花、双胞胎等），但这些通常重复一个或多个子类以上
- 类别9–10用于典型的动物：ndege “鸟”，samaki “鱼”，一些典型的野兽、鸟和虫的具体名字。另外，这是一个“其它”的类别，适用于不适合放在其它类别中的词，并且大约一半类别9–10的名词是外来词。外来借词被归类为类别9–10，的可能的原因是很多的原生的类别9–10词汇没有前缀。他们没有连贯的语义类别，但个别单词有还是有其语义扩展。
- 类别11（以类别10作为复数的的）多数名词有一个“扩展的轮廓图图案”，可能是一维或二维的：
  - 通常在局部而不是覆盖广阔的： uji “粥”，wali “米饭”
  - 板: ukuta “墙”，ukucha “指甲”，upande “侧面”(≈ ubavu “肋”），wavu “网”，wayo “脚印”，ua '栅栏，院子'，uteo “篮板”
  - 长: utambi '灯芯'，utepe “条纹”，uta “弓箭”，ubavu “肋”，ufa “裂缝”，unywele “（一根）头发”
    - 由“（一根）头发”，这些名词的复数形式通常是类别6“集合”：unyoya “(一根)羽毛”，uvumbi “(一砬)沙子”，ushanga “(一颗)珠子”
- 类别14表示抽象，如 utoto “童年”（源自 mtoto“孩子”）并且没有复数形式。除了形容词的一致性外，类别14与类别11有相同的前缀和一致性。
- 类别15，口头不定式。
- 类别16–18表示方位。班图语名词的这些类别已经丢失；仅有的永久成员是阿拉伯语借词 mahali “位置”（蒙巴萨斯瓦希里语中，老的前缀形式依然存在：pahali “位置”，复数 mwahali）任何名词代有位置后缀 -ni 即变为类别 16–18。它们之间的区别，类别16，确定的位置；类别17，不确定（大概）或沿着运动方向；类别18，包含在内: mahali pazuri “这个地方真好”，mahali kuzuri “这片地方真好”， mahali muzuri “这里面真好”。

## 动词词缀
斯瓦希里语中的动词由一个词根和若干词缀（大多是前缀）组成，这些词缀的附加可以表述人称、时态和从句。班图语动词以“-a”为结尾，这个元音的变化来表示虚拟语气和否定。
在多数字典中，动词以根形式被列出，例如：-kata 意思是“切、砍”。在一个简单的句子中，用前缀加入语法中的时态与人，如：ninakata“我在切”。这里 ni- 意思是“我”，na- 则表示指定的时间（现在时，除非另有说明）。

### 动词变位
| ni-          | -na-   | kata   |
| 第一人称单数 | 现在时 | 切、砍 |
“我正在切（它）”
这句话可以修改他的主语前缀和时态前缀，例如：
| u-           | -na-   | kata   |
| 第二人称单数 | 现在时 | 切、砍 |
“你正在切”
| u-           | -me-   | kata   |
| 第二人称单数 | 完成时 | 切、砍 |
“你切了”
动物或人的主语和宾语前缀, 在第三人称使用m-/wa-（人分类）：
| 人称 | 单数 | 复数 |
| ---- | ---- | ---- |
| 第一 | ni-  | tu-  |
| 第二 | u-   | m-   |
| 第三 | a-   | wa-  |

| 人称 | 单数 | 复数        |
| ---- | ---- | ----------- |
| 第一 | -ni- | -tu-        |
| 第二 | -ku- | -wa- (-mu-) |
| 第三 | -m-  | -wa-        |
在标准斯瓦希里语中，宾语是第二人称复数和第三人称复数的都使用-wa-；在内罗毕斯瓦希里语中，宾语第二人称复数使用-mu-。

### 时态前缀
常见时态前缀有：
| -a-  | 格言时态（不定时态）           |
| -na- | 确定时态（经常是现在进行时态） |
| -me- | 完成时态                       |
| -li- | 过去时态                       |
| -ta- | 将来时态                       |
| hu-  | 习惯用（不带主语的前缀）       |
| -ki- | 条件句式                       |
格言时态前缀用于陈述事物的常态，如：“鸟 飞”。不定时态的主语前缀可被省略，如：nasoma意思时“我 读”，虽然这句话也是口语对ninasoma“我正在读”的简化。
| 人称 | 单数 | 复数 |
| ---- | ---- | ---- |
| 第一 | na-  | twa- |
| 第二 | wa-  | mwa- |
| 第三 | a-   | wa-  |
| na-                   | soma |
| 第一人称单数:格言时态 | 读   |
“我读”
| -                     | soma |
| 第二人称复数:格言时态 | 读   |
“你们读”

### 条件句式
ni-ki-nunua nyama ya ng'ombe soko-ni, ni-ta-pika leo.
“你-如果-买 肉 的 牛 市场-在，我-将-烹饪 今天”
“你如果在市场买牛肉，我今天将烹饪（它）.'
-ki-被译成如果。

### 宾语前缀
第三个前缀是宾语前缀，它在有相关宾语时放在动词词根前面：
| a-           | na-      | -                | ona |
| 第三人称单数 | 确定时态 | 第三人称单数宾语 | 看  |
“他正在看他/她'
| ni-          | na-      | -                 | ona | mtoto |
| 第一人称单数 | 确定时态 | 第三人称单数:宾语 | 看  | 孩子  |
“我正在看孩子”

### 否定和虚拟语气
-a后缀表示肯定的语气，-i表示否定和虚拟语气，如sisomi：
| si-                       | som- | -i       |
| 第一人称单数否定:过去时态 | 读   | 否定语气 |
“我没有读”
| 人称 | 单数 | 复数    |
| ---- | ---- | ------- |
| 第一 | si-  | hatu-   |
| 第二 | hu-  | ham(w)- |
| 第三 | ha-  | hawa-   |
除了，第一人称单数和第二人称单数外，其它即在肯定语气的主语前缀前加 ha。
还有一些其它结尾元音变化的例子，比如用-e表示虚拟语气。这些变化规则仅在以-a结尾的班图语动词中；由阿拉伯语衍生的动词不改变他们的结尾元音。

### 其它
其它的后缀则放置于结尾元音之前，如表示应动语态的-i-和表示被动语态的-w-:
| wa-          | na-      | pig | -w       | -a       |
| 第三人称复数 | 确定时态 | 打  | 被动语态 | 肯定语气 |
“他们正在被打”

## 一致性
斯瓦希里语的词组要遵循其名词的一致性系统，不过如果该名词指的是人类，它们将符合名词类别1和2，而不考虑该名词本身的类别。动词要遵循它们的主语和宾语的名词类别；形容词、介词和代词要符合它们修饰或指代的名词类别。在以桑给巴尔岛上所说方言为基础的标准斯瓦希里语中，这个系统比较复杂。然而，在斯瓦希里语并不是母语的地区，有许多极大简化了的本地变化，如内罗毕。
在标准斯瓦希里语不常用的地方，一致性仅体现在是否有生命上。在口语中，人类主语和宾语触发“a-、wa-”和“m-、wa-”；非人类的主语的主语和宾语，无论任何类别，触发“i-、zi-”，动词不定式在标准的ku- 和减化的i-.间变化。（"Of" 有生命的是 wa，无生命是ya、za。）
在标准斯瓦希里语中，人类主语和宾语引发生命一致性“a-, wa-”和“m-, wa-,”，非人类主语和宾语按其名词类别触发不同的一致性前缀。
| 类别 | 含义                | 名词 -C, -V | 主语 | 宾语 | -a   | 形容词 -C, -i, -e              |
| ---- | ------------------- | ----------- | ---- | ---- | ---- | ------------------------------ |
| 1    | 人                  | m-, mw-     | a-   | m-   | wa   | m-, mwi-, mwe-                 |
| 2    | 人（复数）          | wa-, w-     | wa-  | wa-  | wa   | wa-, we-, we-                  |
| 3    | 树、自然力          | m-          | u-   | u-   | wa   | m-, mwi-, mwe-                 |
| 4    | 树、自然力（复数）  | mi-         | i-   | i-   | ya   | mi-, mi-, mye-                 |
| 5    | 群、AUG             | ji-/Ø, j-   | li-  | li-  | la   | ji-/Ø, ji-, je-                |
| 6    | 群、AUG（复数）     | ma-         | ya-  | ya-  | ya   | ma-, mi-, me-                  |
| 7    | 工具，DIM           | ki-, ch-    | ki-  | ki-  | cha  | ki-, ki-, che-                 |
| 8    | 工具，DIM（复数）   | vi-, vy-    | vi-  | vi-  | vya  | vi-, vi-, vye-                 |
| 9    | 动物、其它、 外来语 | N-          | i-   | i-   | ya   | N-, nyi-, nye-                 |
| 10   | 动物、其它、 外来语 | N-          | zi-  | zi-  | za   | N-, nyi-, nye-                 |
| 11   | 延伸                | u-, w-/uw-  | u-   | u-   | wa   | m-, mwi-, mwe-                 |
| 10   | (11的复数)          | N-          | zi-  | zi-  | za   | N-, nyi-, nye-                 |
| 14   | 抽像                | u-, w-/uw-  | u-   | u-   | wa   | m-, mwi-, mwe- or u-, wi-, we- |
| 15   | 不确定              | ku-, kw-    | ku-  | ku-  | kwa- | ku-, kwi-, kwe-                |
| 16   | 位置                | -ni, mahali | pa-  | pa-  | pa   | pa-, pi-, pe-                  |
| 17   | 方向、四周          | -ni         | ku-  | ku-  | kwa  | ku-, kwi-, kwe-                |
| 18   | 在里面、沿着        | -ni         | mu-  | mu-  | mwa  | mu-, mwi-, mwe-                |

1. ↑  “-C, V”，以辅音开头和以元音开头。
2. ↑  斯瓦希里语中大多形容词以辅音或元音 i- 或 e- 开头，在表中以“-C, -i, -e”分别标识。较少的形容词以其它元音开头，其不遵循任何类别，对人类有一些限制。类别1，在a和o之前m(w)- 变化为 mw-，在u之前简化为m-；wa- 不变化；在o前面（但不是u），ki-, vi-, mi- 变化为ch-, vy-, my-：mwanana, waanana "gentle", mwororo, waororo, myororo, chororo, vyororo "mild, yielding", mume, waume, kiume, viume "male".
3. ↑  在很少的动词中：kwenda, kwisha

## 流行文化
- 在迪士尼的卡通動畫《獅子王》裡有部份內容是源自斯瓦希里语，例如：
  - 主角「辛巴」（Simba）的意思其實就是「獅子」。
  - 「拉飛奇」（Rafiki）的意思是「朋友」。
  - Hakuna Matata 的意思是「沒有問題」。
  - 在《獅子王》續集裡，刀疤的養子叫作高福「Kovu」，是斯瓦希里语「疤痕」的意思。
- Beyond的歌曲《Amani》中有如下的斯瓦希里语歌词：

Amani, Nakupenda, Nakupenda Wewe, Tunataka Wewe
即：和平，我愛、我愛你們，我需要你們。
- 策略战棋类游戏《文明帝國IV》中，其主題曲《我們的天父》（英語：Baba Yetu）採用了斯瓦希里語，該主題曲備受好評。在第53屆葛萊美獎，《我們的天父》被提名並最終獲得最佳伴唱器樂編曲獎，成為第一首獲得葛萊美獎的電玩遊戲音樂。
- 大象金寶的名字（Jumbo）意思是「酋長」。
- 開放世界角色扮演遊戲《原神》中的國家「納塔」以非洲、拉丁美洲等地的部族文化為主體，其背景音樂《納塔 Natlan》及《蒼原的頌靈歌 Anthem of the Savannah》加入了大量的史瓦希利語演唱。